# Максим Ненов
Максим Ненов, известен като Максим войвода, е български революционер, деец на Върховния македоно-одрински комитет и на Вътрешната македоно-одринска революционна организация.

## Биография
Максим Ненов е роден в 1870 година в Тресонче, тогава в Османската империя. Завършва основно образование в родното си село и става ученик на Дичо Зограф. След като изучава занаята заминава за България и се установява в Стара Загора, където е доста търсен зограф, зидар, иконописец и калиграф. В 1893 година работи в „Свети Георги“ в Луковит с Мирон Илиев. В България се свързва с революционната емиграция от Македония и в 1899 година влиза във ВМОРО.
През лятото на 1902 година е четник в четата на полковник Анастас Янков. В края на годината заедно с Павел Караасанов и още 7 четници е изпратен от Върховния комитет да овладее Галичкия революционен район. Местният ръководител и братовчед на Ненов Иван Юруков го убеждава да не влиза в конфликти с местните дейци и да стане помощник-войвода в четата на Янаки Янев.
През май 1903 година организира чета в София от 53 души македонски българи от Дебърско и тръгва към родния си край. На 29 май четата му е обкръжена от турци на връх Чавките в планината Голак. В сражението Максим Ненов пада убит заедно с подвойводата си Димитър Стефанов Домазетов от село Ябланица и 16 други четници. Сражението е описано от секретаря на четата Димитър Арсов Митрев, учител от Лазарополе, в дневника му. Останалите живи от четата, под ръководството на Димитър Арсов, стигат до района и вземат участие в Илинденско-Преображенското въстание.
| Списък на загиналите четници на връх Чавките | Списък на загиналите четници на връх Чавките | Списък на загиналите четници на връх Чавките |
| Номер                                        | Име                                          | Селище                                       |
| -------------------------------------------- | -------------------------------------------- | -------------------------------------------- |
| 1.                                           | Максим Ненов                                 | Тресонче                                     |
| 2.                                           | Петър Юруков                                 | Тресонче                                     |
| 3.                                           | Добе Йосифов                                 | Тресонче                                     |
| 4.                                           | Ефто Ристов Чалия                            | Лазарополе                                   |
| 5.                                           | Спас Глигоров                                | Лазарополе                                   |
| 6.                                           | Никола Долев                                 | Лазарополе                                   |
| 7.                                           | Милош Митрев                                 | Сливен                                       |
| 8.                                           | Георги Сливенски                             | Сливен                                       |
| 9.                                           | Димитър Стефанов                             | Ябланица                                     |
| 10.                                          | Софроний Спасов                              | Осой                                         |
| 11.                                          | Марко Ристов                                 | Росоки                                       |
| 12.                                          | Марко Росочки                                | Росоки                                       |
| 13.                                          | Милош Богданов                               | Годиве                                       |
| 14.                                          | Ташко Цветков                                | Гари                                         |
| 15.                                          | Ристо Китанов                                | Долно Косоврасти                             |
| 16.                                          | Ангел Георгоски                              | Селце                                        |
| 17.                                          | Марко Урдарески                              | Райчица                                      |
| 18.                                          | Ангел Алексиев                               | Банища                                       |

На 11 юни 1928 година Галичко–Реканското културно-благотворително братство „Свети Йоан Бигор“ и Дебърското благотворително братство в София издават възпоменателен лист за Максим войвода под името „Дебърски глас“.